# تشارلز بي. دين
تشارلز بي. دين هو محامي وسياسي أمريكي، ولد في 1 نوفمبر 1898 في Ansonville Township, Anson County, North Carolina ‏ في الولايات المتحدة، وتوفي في 24 نوفمبر 1969 في روكنغهام في الولايات المتحدة. نشط حزبياً في الحزب الديمقراطي. وقد انتخب عضو مجلس النواب الأمريكي ‏.